# Атаназій Гонта
Атаназій Гонта (Бітюков Опанас Полікарпович) (19 червня 1895, м. Слов'янськ - 1980) — підполковник Армії УНР.
Походив із міщан м. Слов'янська. З 1912 року — однорічник 2-го розряду 3-го гренадерського Перновського полку (Москва), у складі якого брав участь у Першій Світовій війні.
З 12 жовтня 1914 року — прапорщик за бойові заслуги.
Був нагороджений орденом Святого Георгія IV ступеня, Георгіївською зброєю (за бій 24 червня 1915).
1 серпня 1915 року був важко поранений та потрапив у полон.
Утік та 8 березня 1916 року повернувся до полку.
Останнє звання у російській армії — підпоручик.
У 1919-1920 рр. — служив в українській кінноті.
З 15 січня 1921 року — командир 1-го кінного полку ім. М. Залізняка Окремої кінної дивізії Армії УНР.
Помер у Лондоні у 1980 році.

## Вшанування пам'яті
У квітні 2021 року у місті Слов'янськ було відкрито меморіальну дошку на його честь.  